# Circumvalațiunii

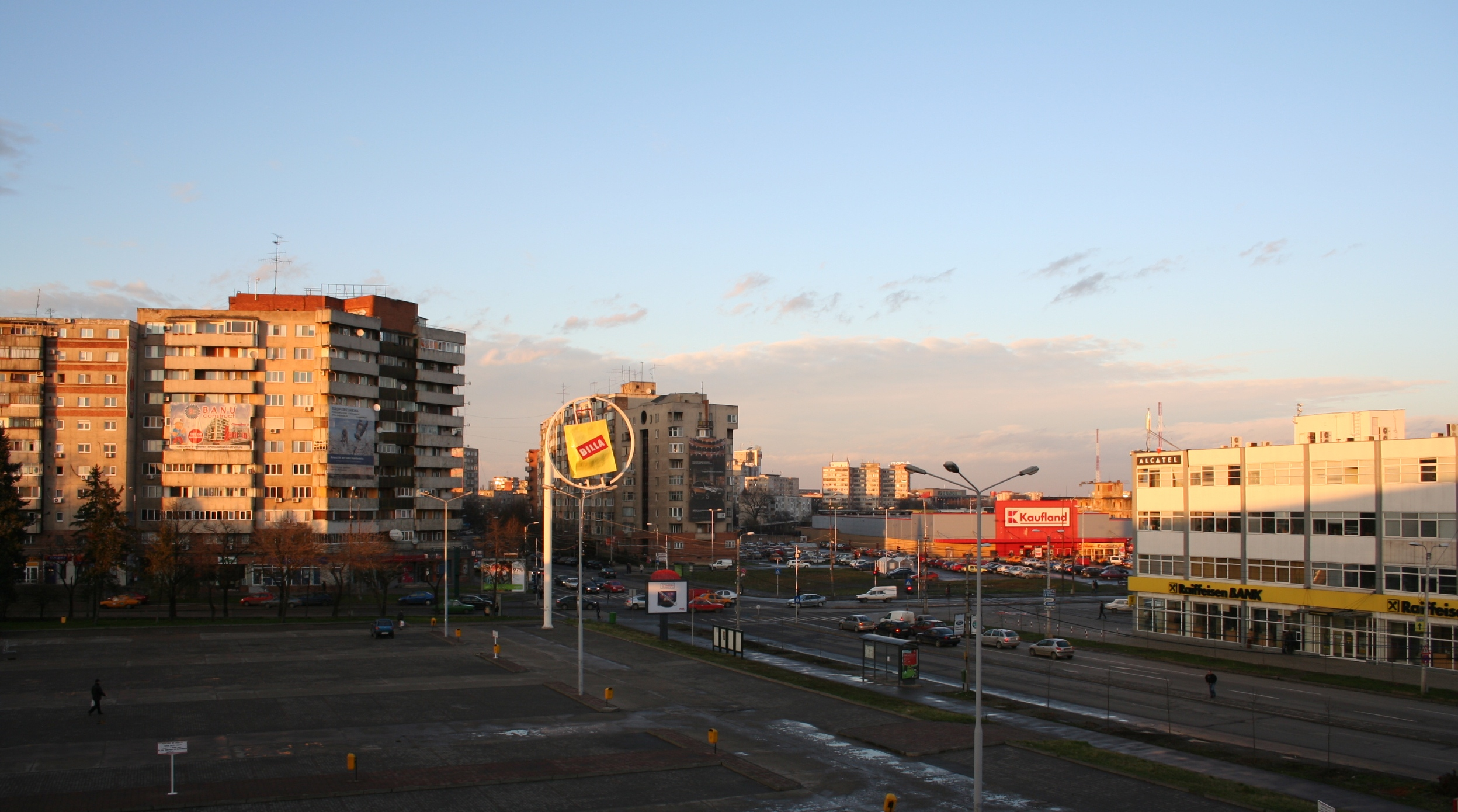
Imagine din cartierul Circumvalațiunii, cu intersecția dintre Calea Circumvalațiunii și Strada Gh. Lazăr

Circumvalațiunii este un cartier central din Timișoara, situat la nord-vest de Parcul Botanic. Își datorează numele Căii Circumvalațiunii, una dintre cele mai importante artere de transport din Timișoara, denumită astfel pentru că ocolește pe o anumită parte centrul orașului și cetatea.